# Jean-François Haas

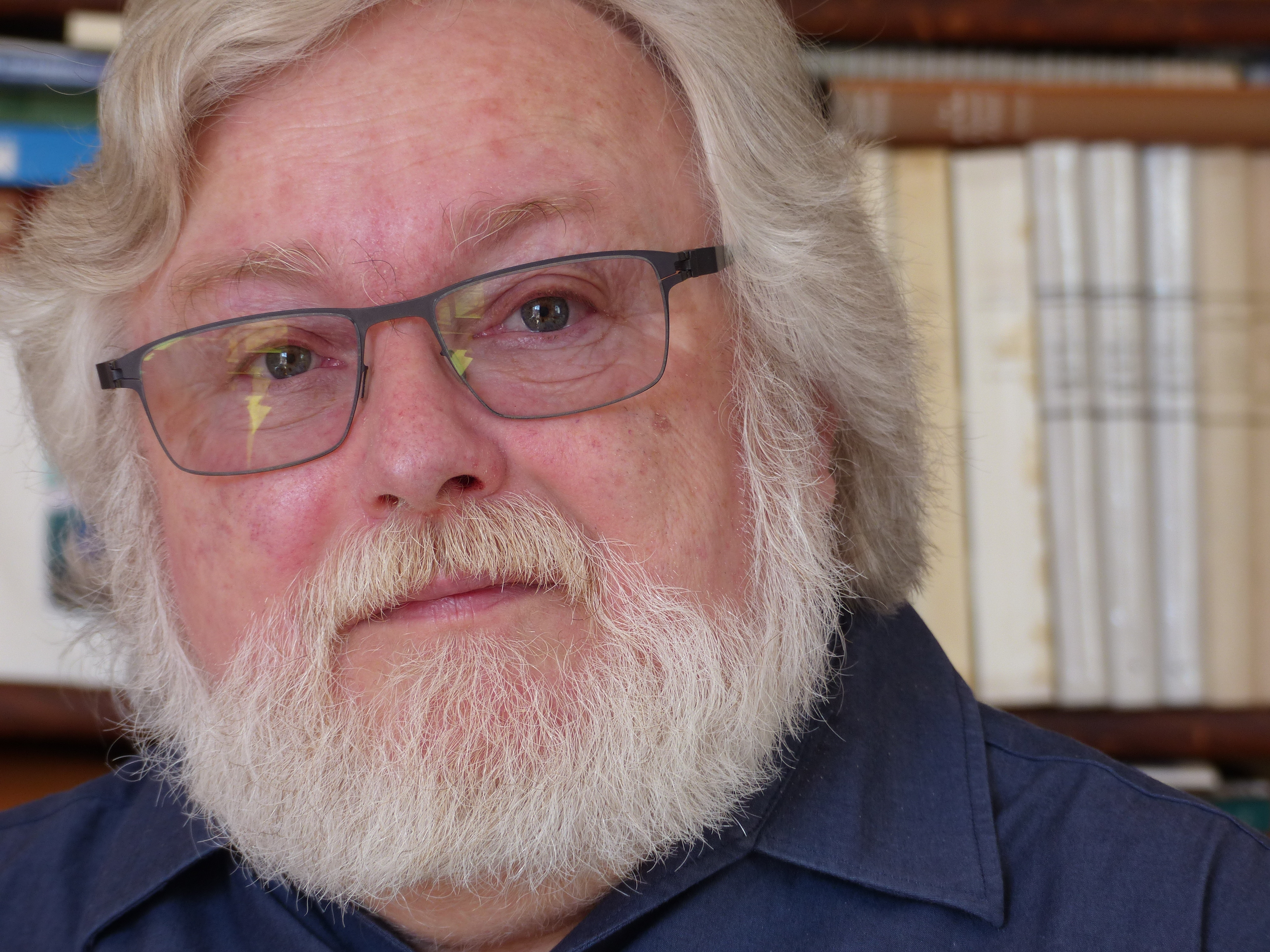
Jean-François Haas (2015)

Jean-François Haas (* 7. Juli 1952 in Courtaman) ist ein französischsprachiger Schweizer Schriftsteller.

## Leben
Jean-François Haas studierte Romanistik an der Universität Freiburg. Er arbeitete von 1975 bis 2013 als Gymnasiallehrer am Kollegium Gambach in Freiburg im Üechtland. Nach sechs Romanen und einem Erzählband veröffentlichte er 2021 einen Essay über sein Schreiben.
Er ist Mitglied des Autorenvereins Société Fribourgeoise des Écrivains (SFE) und lebt in Courtaman.

## Auszeichnungen
- 2008: Einzelwerkpreis der Schweizerischen Schillerstiftung
- 2008: Prix Michel-Dentan
- 2012: Kulturpreis des Kantons Freiburg
- 2013: Prix Bibliomedia für Le chemin sauvage
- 2017: Grand Prix de la Société des gens de lettres

## Werke
- Dans la gueule de la baleine guerre. Roman, Paris 2007, ISBN 978-2-02-091241-9
- J’ai avancé comme la nuit vient. Roman, Paris 2010, ISBN 978-2-02-101198-2
- Le chemin sauvage. Roman, Paris 2012, ISBN 978-2-02-106124-6
  - Dunkler Weg zum Teich. Aus dem Französischen von Hilde Fieguth. Lenos, Basel 2015, ISBN 978-3-85787-462-8
- Panthère noire dans un jardin. Roman, Paris 2014, ISBN 978-2-02-117525-7
- L’homme qui voulut acheter une ville. Roman, Paris 2016, ISBN 978-2-02-128741-7
- Le testament d’Adam. Erzählungen, Paris 2017, ISBN 978-2-02-135030-2
- Tu écriras mon nom sur les eaux. Roman, Paris 2019, ISBN 978-2-02-139003-2
- Écrire depuis ici. PLF, Fribourg 2021, ISBN 978-2-9701377-4-0